# Ceratostylis hainanensis
Ceratostylis hainanensis är en orkidéart som beskrevs av Zhan Huo Tsi. Ceratostylis hainanensis ingår i släktet Ceratostylis och familjen orkidéer.
Artens utbredningsområde är Hainan (Kina). Inga underarter finns listade i Catalogue of Life.